# تعليقة

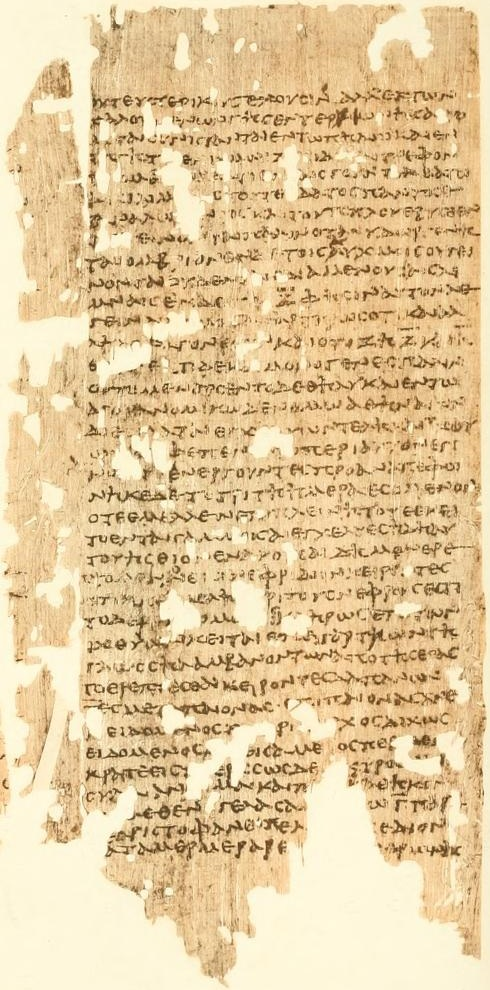

التعليقة (ج. تعليقات، رمزها ت أو ‍ه) هي تعليق على ما جاء في المتن، للتصحيح أو التوضيح، يحشى في هامش الصفحة، ويضاف خصوصاً في الاستنتاج. وواضعها يسمى المُعَلِّق.